# بيلي ألين
بيلي ألين (بالإنجليزية: Billy Allen)‏ (22 أكتوبر 1917 في المملكة المتحدة - 1 يناير 1981) هو لاعب كرة قدم بريطاني (وحمل سابقاً جنسية المملكة المتحدة لبريطانيا العظمى وأيرلندا) في مركز مهاجم داخلي. لعب مع سكونثورب يونايتد ونادي تشيسترفيلد ونادي يورك سيتي.